# آلپاین (اورگن)

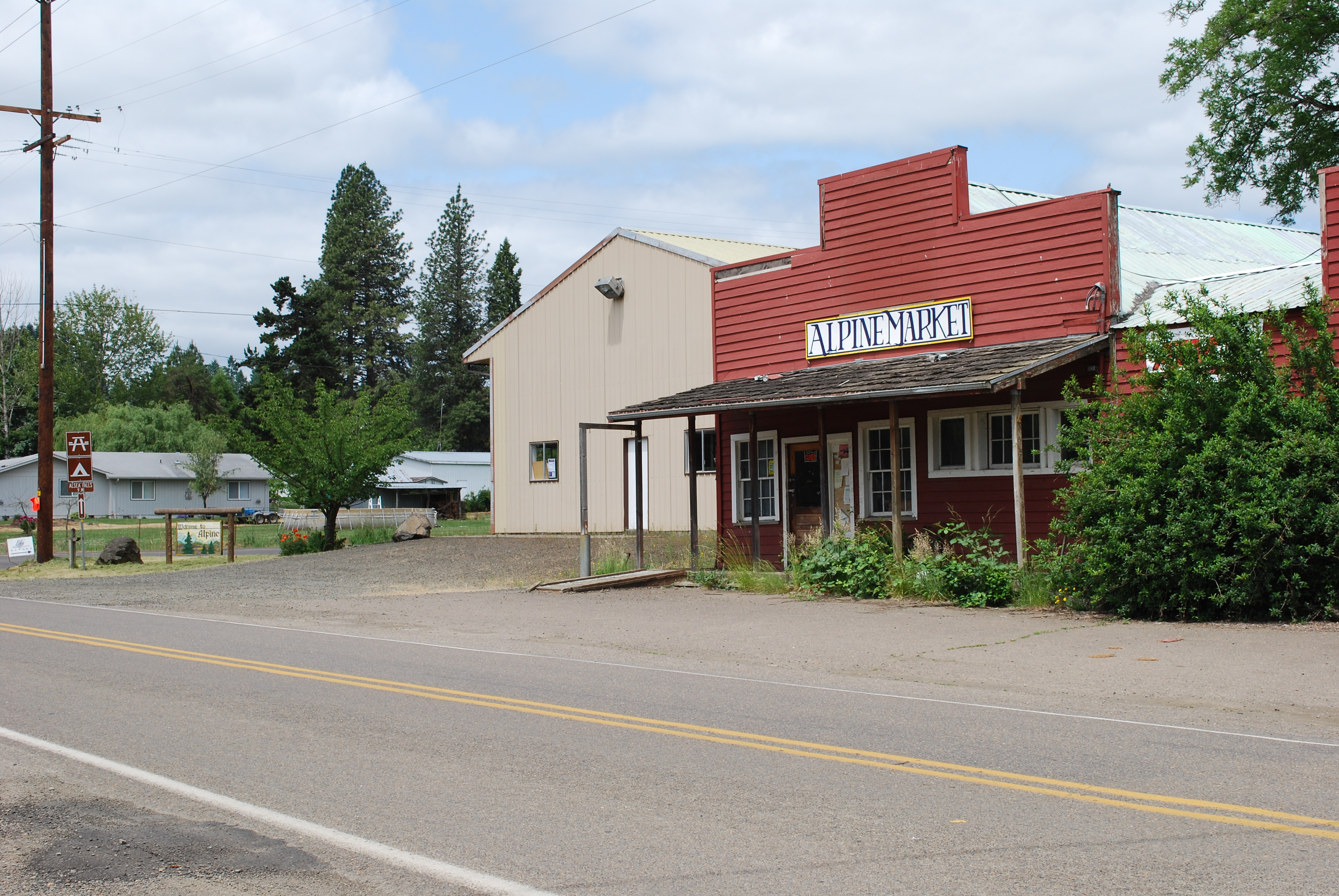
بازار و آتشفشانی آلپاین

آلپاین، اورگن (انگلیسی: Alpine, Oregon) یک جامعه روستایی که در شهرستان بنتون، اورگان، ایالات متحده ثبت قانونی نشده‌است. آلپاین غرب مونرو در شاهراه اتوبان 99W اورگن است. در سرشماری سال ۲۰۱۰، جمعیت آن ۱۷۱ بود.